# CATSUOMATICDEATH
CATSUOMATICDEATH（カツオマティックデス）は、日本を中心に海外でも活躍するグランジロックバンド。

## メンバー

### 現メンバー
- 河田英介（ボーカル・ギター）
- 吉村由加（metalchicks, ex.DMBQ, ex.OOIOO）（ドラム）
- カナマルタクオ（ベース）

### 元メンバー

#### ベース
- IKUNO(Noodles)
- 清水義将(元惑星)
- シダユウゾウ(Yuzo-Yks)
- 石谷光(BILLY & THE SLUTS,acma)
- TAK-03X
- 松谷ユーキ(Green Noel,The FIRE)
- Masa Loco Head
- 川口隼人(Noshicore)
- HARUTO（ex. MAD3）

#### ギター
- 中野学而(Herb)

#### ドラム
- 西川モトキ
- 斉藤マサヒロ(元Tabacco Juice?)
- 小林ヒデキ(The Fire)

### 歴代サポートメンバー

#### ベース
- 須藤俊明（ex. Melt Banana ex.LOUDS）
- 石塚Beratrek伯広(qyb,元筋肉少女帯,元54 Nude Honeys)
- ヒネ(The JFK,元ファンキーパンキー)
- 増田智章(Susie and Carol)
- 大橋森(The Fire,The ReeLife)

#### ドラム
- 中野泰而(Central)
- 佐々木純(The ReeLife)
- ホリノブヨシ(RuFF-CuSS,MOTORWORKS,Curve 509,Scudelia Electroサポートメンバー)

## 略歴

### 2003年
東京にて河田英介と西川モトキによって結成。その後、英介の大学院の後輩であった中野学而（Herb）がギターで加入。学校帰りに上野のバーなどで演奏する日々を過ごす。主に上野のChurchやCeltなど外国人観光客が多いバー、原宿の伝説のロックバー（旧）GABIGABI、横浜のThumbs Upや7th Avenue、などで定期的にライブ活動を始める。（カツオマティックデスオフィシャルウェブより引用）

### 2004年
原宿のアンダーグラウンドシーンが最高潮を迎えた頃、ユニバーサルレコードよりコンピレーションアルバム「PUB ROCKET GABIGABI-The History of Tokyo Pub Rock Scene」(UVCR-1001)がリリース。カツオマティックデスのデモ音源であった「Charlie vs Sammy」が1曲目に収録。約90人の動員を記録したカツオマティックデス初のワンマンライブを開催した直後、GABIGABIは閉店。原宿のアンダーグランドシーンは終焉する。この後、The Fireのリズム隊の小林ヒデキと松谷ユーキが正式メンバーとして加入。（カツオマティックデスオフィシャルウェブより引用）

### 2005年
弥吉淳二のプロデュースのもと、シングル「Charlie vs Sammy」(WMRK-0002)を盗賊レコーディングスからリリース。ドイツのiTunesロックチャートを駆け上りヨーロッパのブッキング会社よりツアーのオファーが殺到。10月に当時Kirilola, SuperJunkyMonkyのKeiko、Yokoが率いるeX-Girlとともに代々木ZhertheZooにてレコ発イベントを行った。動員は約180 人を記録。（カツオマティックデスオフィシャルウェブより引用）

### 2006年
9月　ドイツ8大都市ワンマンツアー「Black Current Tour 2006」。ドイツツアー5日前に行われた下北沢251の自主企画ライブで
約160人を動員。にもかかわらず、ライブ後の楽屋でメンバー2人（名前はいずれも不明）らが急遽脱退を表明。絶体絶命のピンチに陥るが、旧友であった石谷光（Billy and the Sluts, acma）とホリノブヨシ（RaFF-CuSS,MOTORWORKS,Curve 509）の助けを得て無事にドイツに出発。ライブ初日はビートルズが初海外遠征を行ったことで知られるハンブルクのKaiserkellerにてワンマン。動員約300人を記録。最終日にはミュンヘン最大のライブハウスBackStageが主催するフェスティバル「Free&Easy」に招待され、Emil Bulls、Demon wax等とともに出演した。（カツオマティックデスオフィシャルウェブより引用）
10月　日本発海外発信型というコンセプトでElectric Eel Shockとシュガー吉永率いるMetalchicksをゲストに新イベント「New Metal Death Vol.1」を代々木ZhertheZooにて開催。動員約200人を記録。このライブ後、吉村由加（Metalchicks, 元発育ステータス、元DMBQ、元OOIOO）がとして正式加入。（カツオマティックデスオフィシャルウェブより引用）

### 2007年
3月　香港・中華人民共和国ツアー「Black Current Tour South East Asia 2006」。清水義将(元惑星)をベースに迎え、香港・中国ツアーを行った。Maxi-Single EP ｢Pre-Release Bootlege｣がツアー用にリリースされる。帰国直後、東京大学駒場キャンパスにて催された佐藤良明教官退官式で、東京大学教養学部英語部会全員を前に、カツオマティックデスは初の大学公演を経験。（カツオマティックデスオフィシャルウェブより引用）
5月　東海ツアー。NoodlesのIKUNOがベースを担当。この頃、自主制作レーベルAZUMANISHIKIを設立。（カツオマティックデスオフィシャルウェブより引用）
6月　自主企画「New Metal Death Vol.2」をWRENCHとNoodlesをゲストに迎え、代々木ZhertheZooにて開催。（カツオマティックデスオフィシャルウェブより引用）
8月　ドイツ25都市を巡るドイツ全国ワンマンツアー「The Age of Exploration 2007」。かつてメンバーであった石谷光が再びサポートベースを担当。ツアー限定アルバム「The Age of Exploration」がリリースされる。スタートから波乱万丈。約6万人の動員を記録したブレーメンの野外フェスティバルFiertel Festivalに出演、ディッベスドルフのCult-or-Rama野外フェスに出演、そしてベルリン公演では超満員で入場規制が敷かれるほどの盛り上がりを見せる。対して、旧東ドイツのライプツィヒやシュワツェンベルクにおいては、反キャピタリズムのアイコンが壁中に落書きされているアンダーグラウンド且つアナーキーなライブハウスに出演。シルクハットや機材が盗まれるアクシデントも。1ユーロが172円という時期にもかかわらず、期間1ヶ月以上、総移動距離は8000kmという凄まじいツアーになった。唯一同乗したドライバーは前座として参加したNoshicoreの能勢一平。（カツオマティックデスオフィシャルウェブより引用）
9月　ヒネ（The JFK,元ファンキーパンキー）がサポートベースとして参加。国内のライブを精力的に行う。（カツオマティックデスオフィシャルウェブより引用）

### 2008年
7月 3日間で約12万人の動員を記録したフランス「JAPAN EXPO FESTIVAL」に招待される。なぜ招待されたかは未だにミステリーである。他の主な出演者らはSCANDAL、 雅-MIYAVI-、Ra:IN、X JAPAN。X JAPANは直前まで公表されていたにもかかわらず最終的には出演せず。吉村由加悔しがる。ちなみに招待されたバンドのうち、カツオマティックデスだけが自主制作バンドであった。（カツオマティックデスオフィシャルウェブより引用）

8月　フィンランド共和国4大都市ワンマンツアー「The Blue Age of Exploration Tour 2008」を敢行。シダユウゾウ（Yuzo-yKs）がベースに正式加入。幻の音源「The Blue Age of Exploration」がツアー限定でリリースされる。（カツオマティックデスオフィシャルウェブより引用）

### 2009年
6月　Musicmine/Azumanishiki名義でフルアルバム「WhoreMotherGoddess」がリリースされる。デジタル配信も開始。（カツオマティックデスオフィシャルウェブより引用）
7月～12月　代々木ZhertheZooで少年ナイフとムーグ山本(Buffalo Daughter)を迎え催された、レコ発ツアーイベントを皮切りに、31箇所の国内ツアーを行う。しかし7月の福生のライブ中にベースのショックマンこと川口隼人が肺気胸のため緊急入院をし、ツアーが一時中断。そして、復活後の今池ハックフィンのライブ中に再度肺気胸を煩い、神戸Star Clubと難波Bearsはやむなくキャンセル。ショックマンは健康上の理由から急遽バンドを脱退。カツオマティックデスも今度こそは完全座礁と思われたが、エイスケが亀戸ハードコアで何年かぶりに偶然再会をした石塚Bera伯広（qyb、元筋肉少女帯)にサポートを依頼したことでツアーは続行可能に。12月の下北沢シェルターで催されたツアーファイナルは、ヤマジカズヒデ率いるdipとthe blondie plastic wagonを迎え、動員約170人を記録。半年に及ぶツアーは無事に終わった。（カツオマティックデスオフィシャルウェブより引用）

### 2010年
3月　常日頃から親交を深めていた亀戸ハードコアのコンピレーションアルバムに未発表曲「Daphne」と「Where’z my Enemy MMX」を2曲を提供。ベースを担当したのはBeratrek。（カツオマティックデスオフィシャルウェブより引用）
4月　「BAD SIGNAL/GOOD SIGNAL」(Sonic Flow Revolist Records: SR-001A)がリリースされる（他の主な参加バンドはMosquito Spiral,　ゲタカルビ、Louds、THE RUDEBOYS, バラケッツ、MeTAlpiLL等）（カツオマティックデスオフィシャルウェブより引用）
5月　初の北海道ツアー「WhoreMotherGoddess TOUR 2010」(4箇所)敢行。（カツオマティックデスオフィシャルウェブより引用）
6月　北海道石狩湾新港で行われるRising Sun Rock Festival 2010 in Ezo の第二弾アーティストとして正式に招待される。（カツオマティックデスオフィシャルウェブより引用）
8月　Rising Sun Rock Festival 2010 in Ezo 、最終日Green Oasis Stageの大トリとして出演。石狩湾からの濃厚な霧がステージ上を湿度100％以上で覆うなか一時間ライブを行う。その同日、15時間後にそのまま怒涛の札幌Hall Spiritual Loungeライブ。そのまま続行して、二度目の北海道ツアー"Its Mo'ezomatic Tour 2010"（5箇所）を行う。（カツオマティックデスオフィシャルウェブより引用）

### 2011年
3月　HARUTO(ex.MAD3)がカツオマティックデスのベースとして正式加入。（カツオマティックデスオフィシャルウェブより引用）
5月　四度目の北海道ツアー"HARUTO EXPLOSION DEATH TOUR 2011"（8箇所）を行う。8箇所のうち苫小牧・札幌の3箇所で、3月に関西ショートツアーを行ったni-hao!と再び共演。（カツオマティックデスオフィシャルウェブより引用）
10月　Ba.HARUTO脱退。カツオ史上初、ユニットとして再始動。（カツオマティックデスオフィシャルウェブより引用）

## 概要
- バンド名の由来はCATSUO(鰹)+MATIC(式)+DEATH(昇天=逝=死)。強引に意味をたとえれば「鰹のような死」となる。
- 国内や国外という枠組みが見られず、活動範囲は欧米全般。
- ドラムスを担当する吉村由加はこれまでにMensu、DMBQ、発育ステータス、OOIOO、Hydro-Guru、を経て、現在カツオマティックデスの他にはシュガー吉永（Buffalo Daughter）とのダンスメタルユニットMETALCHICKSとしての活動も行う。彼女のこれまでのフジロックフェスティバルやライジング・サン・ロック・フェスティバルやサマソニなどの出場回数は数え切れない。またこれまでにサポートしてH ZETT M、フルカワミキ、RAM RIDER、桑田佳祐などを経験している。

## レーベル
基本は自主制作バンドとして運営。本人らは「インディー」ではなく、「完全インディペンデント」と述べている。つまりバンド自身の予算編成ですべてを運営しているということである。しかしこれまでは主に限定的なレーベル契約を通してリリースしている。
- ユニバーサルミュージック (2004)
- TO-ZOKU Recordings (2005)
- Azumanishiki (2007, 2008,自主レーベル)
- MUSICMINE/Azumanishiki (2009年)

## 作品
- CHARLIE VS SAMMY(2005．WMRK-002)EP
- PRE RELEASE BOOTLEG(2007. 廃盤)　EP
- THE AGE OF EXPLORATION(2007. AZCD-03) Mini Album
- WhoreMotherGoddess(2009. FICA-2007) Full Album

## 参加コンピレーション作品
- ユニバーサルレコード コンピレーションアルバム

「PUB ROCKET GABIGABI-- The History of Tokyo Pub Rock Scene」(2004. UVCR-1001)
- 亀戸ハードコア　コンピレーションアルバム

「BAD SIGNAL/GOOD SIGNAL」（2010. SR-001A）